# C/2006 W3 (Christensen)
C/2006 W3 (Christensen) ist ein Komet, der von 2006 bis 2011 nur mit optischen Hilfsmitteln beobachtet werden konnte.

## Entdeckung und Beobachtung

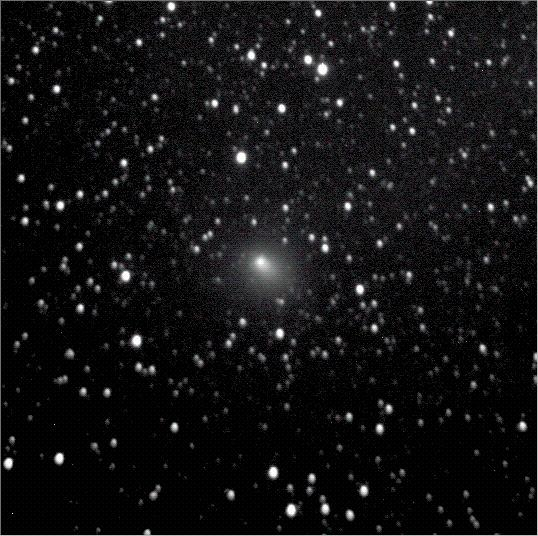
Komet Christensen am 22. November 2008

Der US-amerikanische Astronom E. J. Christensen entdeckte den Kometen am 18. November 2006 auf Aufnahmen, die mit dem 0,68-m-Schmidt-Teleskop des Catalina Sky Survey gemacht worden waren. Die Entdeckung konnte am folgenden Tag durch weitere Beobachtungen bestätigt werden. Der Komet hatte zu diesem Zeitpunkt eine Helligkeit von etwa 18 mag und war noch 8,7 AE von der Sonne entfernt.
Während der folgenden zweieinhalb Jahre bewegte sich der Komet weiter auf die Sonne zu und steigerte dabei seine Helligkeit. In dieser Zeit war er auf der Nordhalbkugel während der ganzen Nacht zu beobachten. Ab März 2009 verlagerte sich die Sichtbarkeit immer mehr in die zweite Nachthälfte und an den Morgenhimmel, ab Juni war er dann wieder die ganze Nacht zu beobachten. Im Juli und August lag die Helligkeit bei etwa 8 mag und sank dann ab September wieder langsam ab. Ab November wurde der Komet dann nur noch kurz in der Abenddämmerung sichtbar und wurde ab Anfang 2010 bei Helligkeiten unter 10 mag nur noch ein Beobachtungsobjekt für die Südhalbkugel. Teleskopisch konnte er dort noch bis in die zweite Jahreshälfte 2011 beobachtet werden.

## Wissenschaftliche Auswertung

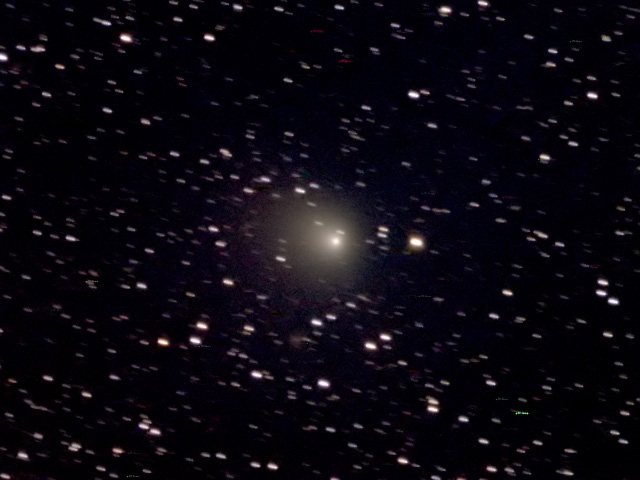
Komet Christensen am 1. Juli 2009

Im Zeitraum von 2006 bis 2009 wurde der Komet mit dem 6-m-Teleskop des Selentschuk-Observatoriums und dem 2-m-Teleskop des Pik Terskol-Observatoriums in Russland beobachtet und optische Aufnahmen und Spektrogramme gewonnen. Daraus wurden die Produktionsraten von CN, C3, C2, CH, NH2, CO+ und Staub bei verschiedenen Sonnenabständen ermittelt.
Im November 2009 wurde der Komet, der noch 3,3 AE von der Sonne entfernt war, mit dem PACS-Spektrometers an Bord des Herschel-Weltraumteleskops beobachtet und die Messergebnisse mit denen verglichen, die mit dem 30-m-Radioteleskop des IRAM in Spanien und dem Nançay-Radioobservatorium in Frankreich gewonnen wurden. Nachdem der Komet sein Perihel durchlaufen hatte und wieder 5 AE von der Sonne entfernt war, wurde er im August/September 2010 erneut mit dem PACS- und dem HIFI-Spektrometer auf dem Herschel-Weltraumteleskop beobachtet, um die gewonnenen Daten mit denen der vorigen Beobachtung zu vergleichen.
Als der Komet noch etwa 3 AE von der Sonne entfernt war, wurden mit dem ARCES Echelle-Spektrometer am 3,5-m-Teleskop des Apache-Point-Observatoriums in New Mexico die „verbotenen“ Spektrallinien des Sauerstoffs gefunden und mit den Messergebnissen anderer Kometen verglichen.
Zusammen mit 22 anderen wurde auch der Komet C/2006 W3 (Christensen) von der Infrared Array Camera (IRAC) auf dem Spitzer-Weltraumteleskop untersucht. Dabei konnten die Produktionsraten von CO2, CO und Staub ermittelt werden. Für den Kometen Christensen wurde auch eine Rotationsperiode von 21 Stunden abgeleitet.
Der Komet war auch Untersuchungsobjekt bei einer Mission des Wide-Field Infrared Survey Explorers (WISE). Dabei wurde die bis dahin größte Reihenuntersuchung im Infraroten an 163 Kometen durchgeführt, um Erkenntnisse über die Produktion von CO, CO2 und Staub, sowie die Größen der Kometenkerne zu erhalten.
Aus den vorliegenden Messergebnissen wurde versucht, die Zusammensetzung und die Struktur des Kometenkerns zu bestimmen. Dazu wurden Simulationsmodelle entwickelt, nach denen der Kern sehr porös und zusammengesetzt aus mittelgroßen Körnern von etwa 10 µm Größe sein sollte.

## Umlaufbahn
Für den Kometen konnte aus 5639 Beobachtungsdaten über einen Zeitraum von fast 5 Jahren eine elliptische Umlaufbahn bestimmt werden, die um rund 127° gegen die Ekliptik geneigt ist. Die Bahn des Kometen steht damit steil angestellt zu den Umlaufbahnen der Planeten und er durchläuft seine Bahn gegenläufig (retrograd) zu ihnen. Im sonnennächsten Punkt (Perihel), den der Komet am 6. Juli 2009 durchlaufen hat, war er noch etwa 467,6 Mio. km von der Sonne entfernt und befand sich damit im Bereich des Asteroidengürtels zwischen Mars und Jupiter. Da der Komet nicht die Zone der kleinen Planeten erreichte, gab es keine größeren Annäherungen an diese. Dem Mars hatte er sich am 16. Mai auf nicht weniger als etwa 362,9 Mio. km genähert und die größte Annäherung an die Erde erfolgte am 12. August bis auf einen Abstand von etwa 345,9 Mio. km (2,31 AE).
Nach den Bahnelementen, wie sie in der JPL Small-Body Database angegeben sind und die keine nicht-gravitativen Kräfte auf den Kometen berücksichtigen, bewegte sich der Komet lange vor seiner Passage des inneren Sonnensystems noch auf einer elliptischen Bahn mit einer Exzentrizität von etwa 0,99883 und einer Großen Halbachse von etwa 2670 AE, so dass seine Umlaufzeit bei etwa 138.000 Jahren lag. Durch die Anziehungskraft der Planeten, insbesondere durch relativ nahe Vorbeigänge am Saturn am 4. April 2005 in etwa 4 ½ AE Abstand, am Jupiter am 5. Oktober 2009 in etwa 2 ½ AE Distanz, und noch ein weiteres Mal am Saturn am 2. Juli 2012 in etwas über 9 AE Abstand, wurde seine Bahnexzentrizität auf etwa 0,99924 und seine Große Halbachse auf etwa 4130 AE vergrößert, so dass sich seine Umlaufzeit auf etwa 265.000 Jahre nahezu verdoppelt.